# Isnad
Nella cultura islamica, la isnād (in arabo سند الحديث‎?; comunemente «catena di trasmissione») indica l'enumerazione ordinata di tutti gli individui che man mano si sono trasmessi il racconto dei detti, i fatti e gli atteggiamenti tenuti dal Profeta, i quali godono della testimonianza dei suoi Compagni (ai quali l'elencazione ascendente permette di risalire); nel complesso, le innumerevoli narrazioni – pervenuteci specie grazie al lavoro di autorevoli muḥaddith – formano la Sunna.